# Hrabia Harrington

## Informacje ogólne

Herb hrabiów Harrington

Arystokratyczny tytuł brytyjski, przysługujący młodszej gałęzi rodziny Stanhope. Starsza, wygasła w 1967 gałąź używała tytułu hrabiów Chesterfield i Stanhope.
- Dodatkowymi tytułami hrabiego (earl) Harrington są:
  - wicehrabia Stanhope of Mahon
  - wicehrabia Petersham
  - baron Stanhope of Elvaston
  - baron Harrington
- Najstarszy syn hrabiego Harrington nosi tytuł wicehrabiego Petersham

Hrabiowie Harrington 1. kreacji (parostwo Wielkiej Brytanii)
- 1742–1756: William Stanhope, 1. hrabia Harrington
- 1756–1779: William Stanhope, 2. hrabia Harrington
- 1779–1829: Charles Stanhope, 3. hrabia Harrington
- 1829–1851: Charles Stanhope, 4. hrabia Harrington
- 1851–1862: Leicester FitzGerald Charles Stanhope, 5. hrabia Harrington
- 1862–1866: Seymour Sydney Hyde Stanhope, 6. hrabia Harrington
- 1866–1881: Charles Wyndham Stanhope, 7. hrabia Harrington
- 1881–1917: Charles Augustus Stanhope, 8. hrabia Harrington
- 1917–1928: Dudley Henry Eden Stanhope, 9. hrabia Harrington
- 1928–1929: Charles Joseph Leicester Stanhope, 10. hrabia Harrington
- 1929 -: William Henry Leicester Stanhope, 11. hrabia Harrington

Następca 11. hrabiego Harrington: Charles Henry Leicester Stanhope, wicehrabia Petersham
Następca wicehrabiego Petersham: William Henry Leicester Stanhope